# Hellmuth Hirth
Hellmuth Hirth, né le 24 avril 1886 à Heilbronn et mort le 1er juillet 1938 à Karlsbad, est un ingénieur allemand, fondateur des sociétés Mahle GmbH et Hirth Motoren, fabriquant des composants de moteurs et des moteurs complets d'avion.

## Œuvres
- (de) Hellmut Hirth, Meine Flugerlebnisse : von 20 000 Kilometer im Luftmeer, Ferd. Dèummlers Verlagsbuchhandlung, 1915, 239 p..